# The Braxtornette Project
The Braxtornette Project ist das Debütalbum der französisch-deutschen Formation Die Hochstapler um Antonio Borghini, Hannes Lingens, Louis Laurain und Pierre Borel. Die 2011 bis 2013 in verschiedenen Veranstaltungsorten entstandenen Aufnahmen erschienen erstmals am 23. Oktober 2013 auf Umlaut Records. Im September 2021 wurde das Album als Download wiederveröffentlicht.

## Hintergrund
Die Musik des Quartetts beschäftigt sich mit den Kompositionen zweier großer Persönlichkeiten des Creative Jazz, Anthony Braxton und Ornette Coleman. Dieses Projekt vereint Pierre Borel am Altsaxophon, Louis Laurain an der Trompete, Antonio Borghini am Kontrabass und Hannes Lingens am Schlagzeug (mit Ausnahme des ersten Teils, in dem Lingens durch Tobias Backhaus am Schlagzeug ersetzt wurde).
Der erste Teil des Albums gilt als Ausgangspunkt, mit einer „klassischen“ Herangehensweise beider Komponisten, bei dem das Ensemble ihre eher Jazz-bezogenen Kompositionen interpretiert. Der zweite Teil ist eine lange „Suite“, die sehr unterschiedliche Ideen kombiniert, aber mit einer vordefinierten Struktur, abweichend von der herkömmlichen Thema-Solo-Thema-Struktur; es überlagert Kompositionen und erforscht die Quartettformation als eine improvisierende Einheit. Der dritte Teil hat eine offene Struktur: Collage-förmig wird das sehr konkrete Material der Kompositionen abstrakt, „ein Spiel von Zeit und Länge und Geschwindigkeit, Wiederholung und Singularität, in dem die Einfachheit der „Regeln“ uns erlaubt, mehr und mehr zu sein mehr Freiheit“, hieß es in den Liner Notes. Der letzte Teil wurde beim Umlaut Berlin Festival 2013 aufgenommen und ergänzt die Gruppe um das Quartett Peeping Tom, eine Hommage an die großen Ensemblekompositionen von Ornette Coleman und Anthony Braxton.
Part I und III wurden im Veranstaltungsort Wendel und Sowieso in Berlin 2011 und 2013 aufgenommen; Part II entstanden beim Festival Hagenfesten, Dala-Floda, im Jahr 2012. Teil IV wurde im Ballhaus Ost in Berlin 2013 mitgeschnitten.
Im ersten Teil des Albums wird Colemans „Peace“, aus dessen frühen Album The Shape of Jazz to Come, mit den verschiedenen Avataren von „Composition no. 23“ von Anthony Braxton aus den 1970er-Jahren verwoben, merkte Franpi Barriaux an. Mit der zweiten Platte beginnt das Quartett, die Kompositionen zu mischen.
Als Hommage an Ornette Colemans Album Free Jazz hat Die Hochstapler schließlich die vier Mitglieder von Peeping Tom eingeladen, mit ihnen ein erweitertes Doppelquartett für diese letzten zwanzig Minuten zu bilden, mit Pierre-Antoine Badaroux am Altsaxophon, Axel Dörner an der Trompete, Joel Grip am Kontrabass und Antonin Gerbal am Schlagzeug.

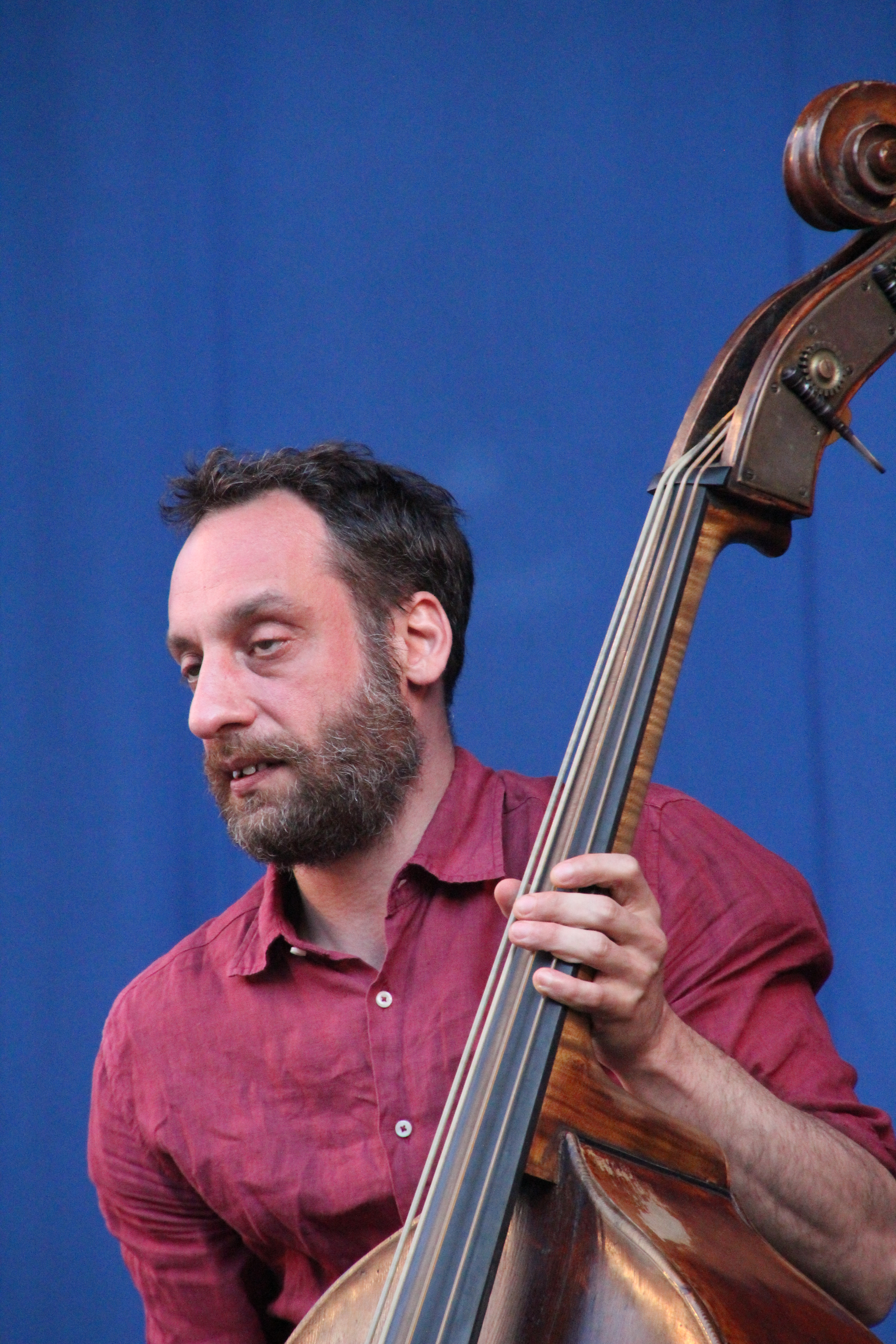
Antonio Borghini mit Quartetto Trionfale im Frankfurter Palmengarten 2018

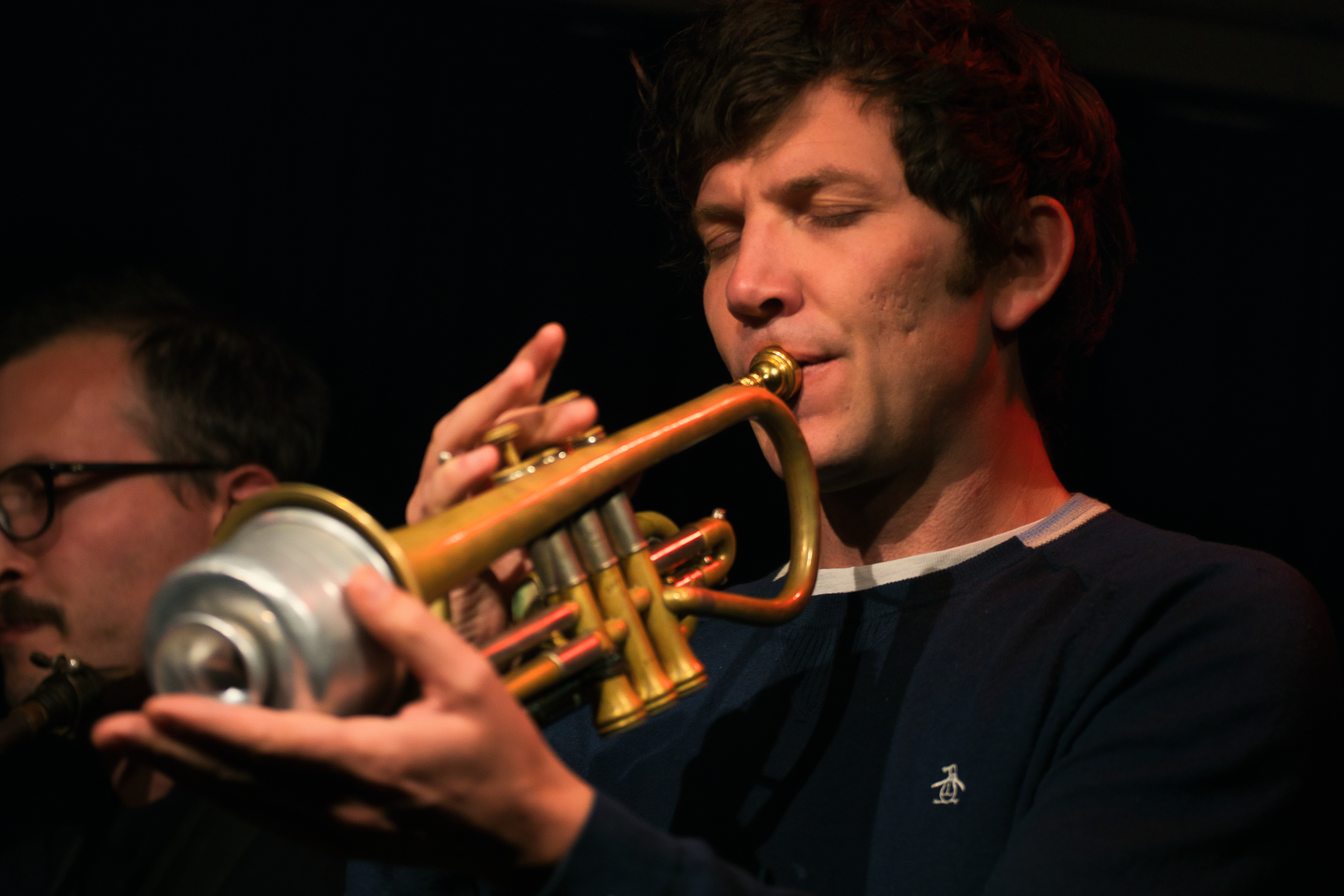
Louis Laurain mit Die Hochstapler im Club W71 2021

## Titelliste
- Die Hochstapler: The Braxtornette Project (Umlaut UB004)[2]

1. Part I - 23E - Peace - 23D - Faces and Places - 23A 25:10
2. Part I - 23B - Free - Change of the Century 12:34
3. Part II - Good Old Days - 40(O) - 40B - 40L - 40F - The Ark - Empty Foxhole - 40I 34:41
4. Part III - 53 - 69D - Poise - Ecars - Joy of a toy - Deedee - 53 - 69J - Forerunner - 6C W.R.U - 53 31:56
5. Part IV - 348 - Free Jazz - 348 21:00

Die Kompositionen stammen von Anthony Braxton und Ornette Coleman.

## Rezeption
Nach Ansicht von Franpi Barriaux (Citizen Jazz) sei es eine ziemliche Herausforderung, sich der Musik zweier Legenden wie Anthony Braxton und Ornette Coleman anzunehmen. Doch dieser Aufgabe habe sich das deutsch-französische Quartett Die Hochstapler für sein belebendes Braxtornette-Projekt gewählt. Rücksichtsvoll scharten sich die Musiker um alte Komplizen, den Altsaxophonisten Pierre Borel und den Trompeter Louis Laurain, um die Kritiker zu unterbinden, indem sie sich selbst als Hochstapler bezeichneten. In vier langen, buschigen Teilen mit dichtem und rauem Rahmen verkörpern Die Hochstapler eine ästhetische Verewigung, die nie zu nostalgischem Stottern neige. Das Quartett distanziere sich vielmehr von einer linearen Lesart der gespielten Werke, um sich in ein komplexes Hin und Her zu begeben, atemberaubend [agierend] zwischen den Universen, wie ein paralleler Bruch zwischen zwei vermeintlich unversöhnlichen Tropismen.

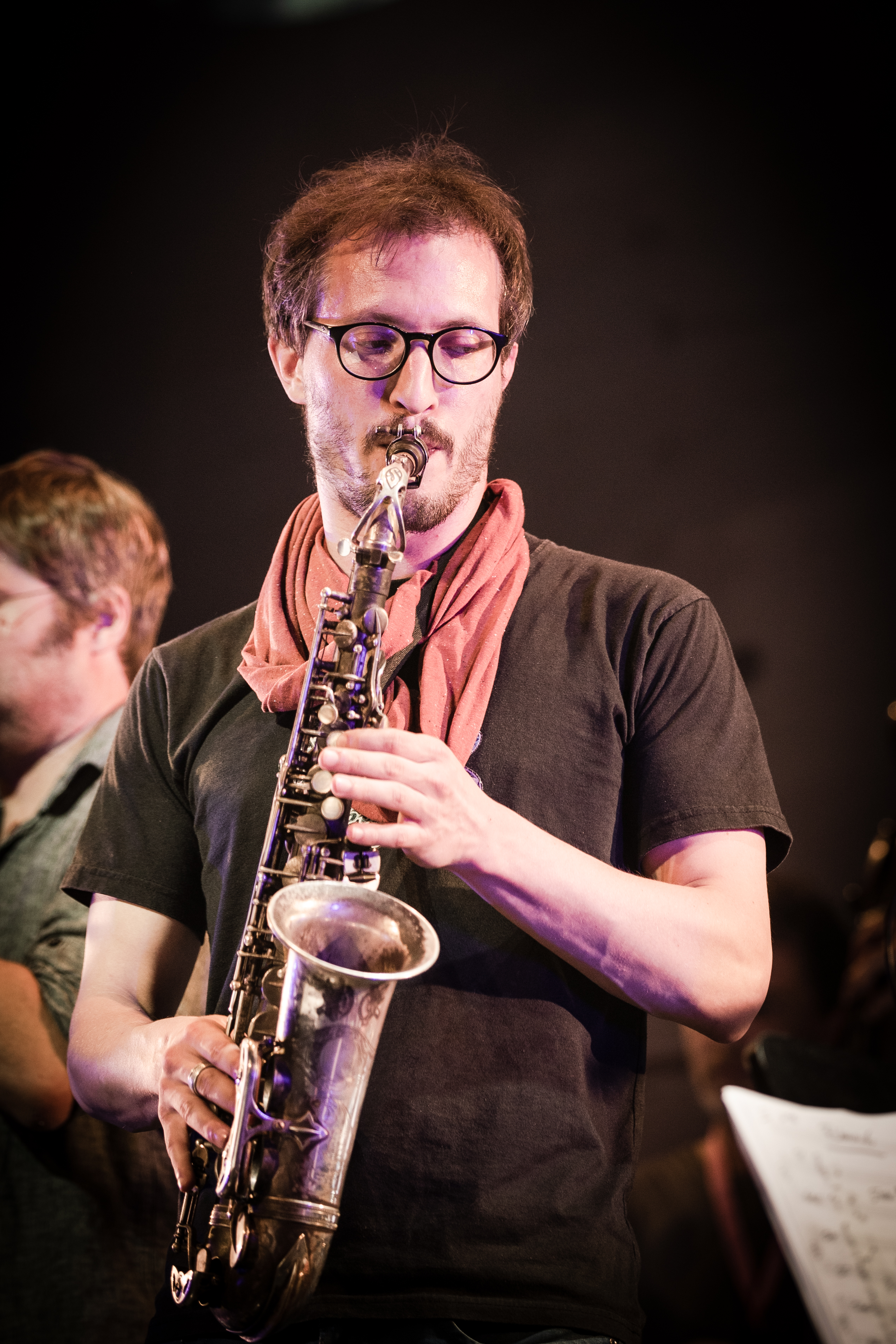
Pierre Borel beim Moers Festival 2018

Der Kritiker von Improv Sphere schrieb, das Quartett habe seine Musik nicht als Interpretation oder Umsetzung der Kompositionen von Braxton und Coleman präsentiert, sondern als Diebstahl ihrer Werke. Dies bedeute, dass Die Hochstapler nicht im Braxton- oder Ornette-Stil spielen würden, sie würden auch nicht versuchen, ihnen zu ähneln, vielmehr beanspruchen sie ihre Stücke als Ausgangsmaterial für ihre Improvisation, aber das sei auch ihr Verdienst, so der Autor. „Trotz“ der Komplexität der Strukturen und ihrer Verschränkung würden die Musiker weiterhin auf Lyrik, auf Melodie spielen, mit Einfachheit und Spontaneität, und es sei diese Mischung aus abstrakten Strukturen und einer sehr organischen, sehr konkreten Umsetzung (aus Phrasierungen, die swingen, mit rhythmischen Akzenten, immer gut platziert und kraftvollen Attacken), was die Musik von Die Hochstapler zu einer einzigartigen und persönlichen Sache mache.